# Crusader Kings
Crusader Kings（クルセイダーキングス、通称CK）は、スウェーデンのゲーム会社パラドックスインタラクティブが発売している歴史シミュレーションゲームのシリーズ。11世紀から15世紀にかけての欧州・地中海沿岸地域を主な舞台とする。

## 解説
Crusader Kingsは十字軍をテーマとしており、1066年のノルマン・コンクエストから1453年の東ローマ帝国の首都コンスタンティノープル陥落までの期間で、プレイヤーは当時の貴族（王、公爵、伯爵）の中から一つを選んでプレイすることになる。扱うテーマ上、基本的にプレイヤーが選択できるのはキリスト教の君主国だけであり、異教国と世襲制でないヴェネツィア等に存在する共和国ではプレイできない（ただし1作目ではMODで、2では拡張パックによりその他の国でプレイできるようになる）。
ゲームシステムは1日ごとに進んでいくリアルタイムストラテジー。

### 他のシリーズと比べての特徴
プレイヤーは、序盤は東欧やアラビア、北アフリカ、イベリア半島等の異教徒を攻撃し威信値と信仰値を獲得し、同じキリスト教国の間では婚姻、政略を駆使して領土を拡大する。キリスト教国への宣戦布告には称号の請求（領有権の主張）が必要であり、それには蓄積した威信値を支払わなければならない。これらの値は個人に付随するもので、当主が亡くなって子などが跡を継ぐと、威信値や信仰値も新たに貯め直さなければならない。
広がった領土は（当時の状況を反映し）全てを王や公爵（つまりプレイヤー）が直轄して管理することはできないため、一族や家臣を封じる事で巨大な領地を維持していく事となる。しかし、封じた当時の家臣が信用に足る人物であったとしても、その子や孫も同じように信頼できる人物であるとは限らない。領地を拡大した偉大な王が死んだ時、多くの無能な封臣や野心旺盛な封臣を率いる事になった即位間もない若輩の王はどうするのか、どう出来るのか。
このように個人が主で領土が従であるという封建制の概念を反映し、個人に大きなスポットを当てている点が、国家、ひいては国土の運営が主眼である他のシリーズと大きく異なる。
CKでは最初から史実を基にしたイベントはほとんど用意されておらず、登場する人物もゲーム開始時以降に生まれる子供はすべて架空である。史実で繁栄した一族が開始早々に断絶という事も珍しくない。ゲームは他のシリーズのように史実にそったイベントなどの矯正を受けず、基本的なルールにのみ従って展開するため、プレイするたびに展開が異なるのも特徴の一つである。
史実イベントは遠くモンゴル高原からやってくるモンゴル帝国の二度の侵攻と、エルサレム王国建国、ドイツ騎士団設立程度である。モンゴル軍は非常に強力であり、もしそれまでにプレイヤーが王を名乗れていたとしても、一国で立ち向かうのは不可能といってよいだろう。
ランダムイベントは領土に盗賊が住み着いたりするような公的なものもあるが、子供のわがままをたしなめたり、親族が黒魔術に手を染めたりといった個人的なものが多い。
特に後者の成長イベントでは、プレイヤーの選択によって当事者の性格（好色・怠け者・勤勉など）が付与され、それらはゲームプレイに大きな影響を及ぼすこともある。晩年に授かった一人息子をわがままで不信心で怠惰な性格に育ててしまった王の悲哀を味わったり、教会から異端の疑いをかけられた有能な家臣に死を命じるか、追放するか、かばうか（自らも破門される可能性がある）で悩んだり、といったような様々なイベントがゲームをより面白くしている。

## シリーズ作
英語版はいずれもパラドックス社による開発・発売だが、日本語版は後述するように発売元が変遷している。

### Crusader Kings
2004年7月にWindows用のPCゲームとして発売。日本では、メディアクエストより2004年12月17日に『クルセーダー キングス 日本語版』として発売され、ライブドアにより販売（2006年11月に販売、サポート終了）された。
Europa Universalis II (EU2) と同じゲームエンジンを採用している。プレイした架空の歴史のセーブデータは、1419年からの時代を扱うEU2に引き継ぐことが出来る。

#### Crusader Kings: Deus Vult
Crusader Kingsの拡張パック。2007年発売。日本では発売元が変わり、2008年にサイバーフロントよりCK1本体がセットになったコンプリートパック『クルセイダーキングス デウス ウルト 完全日本語版』のみが発売された。

### Crusader Kings II
第二作目で2012年発売。日本では、サイバーフロントより2012年7月27日に『クルセイダーキングスII 完全日本語版』として発売されている。ゲームエンジンがEU2由来のものから新たにクラウゼヴィッツエンジン2.5へと一新されており、マップも3D化されている。本作ではDLCの販売が盛んに行われており、グラフィックやBGMの追加に加え、拡張パックも同様の形態で提供されるようになっている。その結果、1作目と異なりゲーム本体のアップデートに拡張パックは不要となり、必要な機能の拡張パックのみを取捨選択できるようになっている。ただし、日本語版については後述するようにDLCといった形での提供は行われていない。
プレイした架空の歴史のセーブデータは、DLCであるコンバータを使用することで、15世紀から19世紀初頭を舞台とするEuropa Universalis IVに引き継ぐことが出来る。
販売本数は、発売から2年半を経た2014年9月時点で100万本を突破（DLCや拡張パックを含む累計では700万本）。

#### Crusader Kings II: Sword of Islam
Crusader Kings IIの拡張パック。2012年6月26日に発売。日本では、サイバーフロントより2012年10月26日に『クルセイダーキングスII ソードオブイスラム 完全日本語版』として発売されている。イスラム勢力でのプレイが可能となる拡張で、そのためのイベントやインタフェース変更が行われている。

#### Crusader Kings II: Legacy of Rome
Crusader Kings IIの拡張パック第2弾。2012年10月16日に発売。日本では、後述のThe Old Godsまでの拡張パック4本に加え、追加コンテンツのSunset Invasion（アステカ文明がヨーロッパに襲来するifシナリオ）を加えたセットである『クルセイダーキングスII 拡張パックセット 完全日本語』という形で、サイバーフロントより2013年10月4日に発売。東ローマ帝国に焦点を当てた拡張パックで、常備軍システムといった機能が追加されている。

#### Crusader Kings II: The Republic
Crusader Kings IIの拡張パック第3弾。2013年1月14日に発売。ヴェネツィアやジェノバといった共和国でのプレイが可能となる。

#### Crusader Kings II: The Old Gods
Crusader Kings IIの拡張パック第4弾。2013年5月28日に発売。867年開始のシナリオが追加されており、キリスト教伝来以前の北欧のヴァイキングや、ゾロアスター教といった異教勢力でのプレイが可能となっている。

#### Crusader Kings II: Sons of Abraham
Crusader Kings IIの拡張パック第5弾。2013年11月18日に発売。The Old Godsから一転、キリスト教・イスラム教といったいわゆるアブラハムの宗教に焦点が当てられており、教皇に関するシステムや各宗教の分派といった部分に変更が加えられている。またシリーズを通じて初めてユダヤ教が登場しており、867年シナリオにおけるハザール・カガン国がユダヤ教勢力となっている。
また発売と同時に大型更新となるパッチ2.0が公開されており、300以上の新イベントに加え、Europa Universalis IVで導入されたSteam実績といったシステムが追加された。

#### Crusader Kings II: Rajas of India
Crusader Kings IIの拡張パック第6弾。2014年3月25日に発売。これまで中東付近を東端としていたマップがインドまで大幅に拡張され、新たにインドのラージャでのプレイが可能となった。宗教についてもヒンドゥー教、仏教、ジャイナ教が追加されている。

#### Crusader Kings II: Charlemagne
Crusader Kings IIの拡張パック第7弾。2014年10月14日に発売。シャルルマーニュ（カール大帝）の名が示すように、カール大帝がフランク王国の王となった直後の769年開始のシナリオが追加されている。

#### Crusader Kings II: Way of Life
Crusader Kings IIの拡張パック第8弾。2014年12月16日に発売。私生活に関する新イベントが追加されている。

#### Crusader Kings II: Horse Lords
Crusader Kings IIの拡張パック第9弾。2015年7月14日に発売。遊牧民に焦点が当てられており、マップが中央アジアのステップ地帯まで拡張されている。

#### Crusader Kings II: Conclave
Crusader Kings IIの拡張パック第10弾。2016年2月2日に発売。評議会、教育、外交などに関する新要素が追加されている。

#### Crusader Kings II: The Reaper's Due
Crusader Kings IIの拡張パック第11弾。2016年8月25日に発売。

### Crusader Kings III
第三作目で2020年発売。Windows用のPC版の他、Xbox Oneのコンソール版が同時発売されている。2022年9月1日にはPS5、Xbox Series X/S版が発売された。
拡張パック（DLC）の詳細については「Crusader Kings III」のページ参照。